# James Michael Tyler
James Michael Tyler (Winona, Misisipi; 28 de mayo de 1962-Los Ángeles, California; 24 de octubre de 2021) fue un actor estadounidense, conocido por haber interpretado a Gunther, el encargado del Central Perk, en la famosa sitcom Friends.

## Biografía
El menor de seis hermanos, Tyler fue hijo de un capitán retirado de la Fuerza Aérea y una ama de casa. Cuando tenía once años, sus padres murieron y Tyler se mudó a Anderson, Carolina del Sur, para vivir con su hermana. Estudió en la Universidad Clemson y se graduó con un título en Geología. Durante su tiempo en la universidad fue miembro de un grupo estudiantil de teatro, Clemson Players. Esta experiencia despertó su interés por convertirse en actor. Recibió una maestría de Bellas Artes de la Universidad de Georgia en 1987.
En 1988 se mudó a Los Ángeles y se convirtió en asistente de producción para Fat Man and Little Boy, y también trabajó como asistente de editor.

## Vida privada
Apoyó a la Fundación Lili Claire y a las obras de caridad del Proyecto de SIDA en Los Ángeles. Estaba casado con una entrenadora personal llamada Barbara y ambos vivían en Hollywood. Tyler tocaba el teclado en el estudio de su hogar y escribía música. También disfrutaba de jugar al tenis, golf y correr. Además de Friends, apareció en las series Episodes y Modern Music.
El 21 de junio de 2021 anunció que padecía cáncer de próstata en fase avanzada. El 24 de octubre de ese mismo año, fallece a los 59 años en Los Ángeles a consecuencia de dicha enfermedad.

## Tyler como Gunther
Desde 1994 y hasta 2004, James Michael Tyler interpretó a Gunther en la exitosa sitcom de la NBC Friends. Gunther era un empleado de la cafetería Central Perk que sentía un gran amor no correspondido por Rachel Green, interpretada por Jennifer Aniston. Tyler, originalmente uno de varios extras sin nombre que aparecían en la serie, fue elegido para el papel de Gunther debido a que era el único extra que sabía cómo operar una máquina de café expreso, ya que había trabajado en varias tiendas de café antes de actuar. Esto lo llevó a una carrera de diez años con apariciones en 148 episodios de los 236 de Friends, siendo la estrella invitada que aparece más frecuentemente en el programa.
En honor al aniversario número 15 de Friends, en 2009, Tyler abrió al público una réplica del Central Perk en Carnaby Street, en Londres, por dos semanas, desde septiembre hasta octubre.

## Filmografía

### Cine
- The Disturbance at Dinner como Wilson Pomade (1998)
- Foreign Correspondents como Randy (1999)
- Motel Blue como Oscar Bevins (1999)
- Live With It (cortometraje) como Andrew (2008)
- Jason's Big Problem como Blane (2009)
- Keeping Up with the Downs (película para televisión) como Chase (2010)
- 50/50 como Andrew (2011)

### Televisión
- Friends (1994-2004) como Gunther (papel recurrente; 148 episodios)
- Just Shoot Me! como un Doctor (2000)
- Sabrina, the Teenage Witch como Ethan (temporada 5; episodio 11: "My Best Shot"; 2001)
- Scrubs como Terapeuta (temporada 4; episodio 23: "My Faith in Humanity"; 2005)
- Iron Chef America - Morimoto/Flay vs. Sakai/Batali
- iCarly como Agente
- Episodes como James Michael Tyler (versión ficcional de sí mismo) (temporada 2; episodio 6; 2012)
- Modern Music como Chad Levitz (reparto principal) (2013)
- Anger Management como Mark

### Videos musicales
- Chicane - "Come Tomorrow" (2009)